# Cohors XII Palaestinorum
Die Cohors XII Palaestinorum [Severiana Alexandriana] (deutsch 12. Kohorte aus Syria Palaestina [die Severianische Alexandrianische]) war eine römische Auxiliareinheit. Sie ist durch einen Papyrus belegt.

## Namensbestandteile
- Cohors: Die Kohorte war eine Infanterieeinheit der Auxiliartruppen in der römischen Armee.

- XII: Die römische Zahl steht für die Ordnungszahl die zwölfte (lateinisch duodecima). Daher wird der Name dieser Militäreinheit als Cohors duodecima .. ausgesprochen.

- Palaestinorum: aus Syria Palaestina. Die Soldaten der Kohorte wurden bei Aufstellung der Einheit vermutlich auf dem Gebiet der römischen Provinz Syria Palaestina rekrutiert.[1]

- Severiana Alexandriana: die Severianische Alexandrianische. Eine Ehrenbezeichnung, die sich auf Severus Alexander (222–235) bezieht.

Da es keine Hinweise auf die Namenszusätze milliaria (1000 Mann) und equitata (teilberitten) gibt, ist davon auszugehen, dass es sich um eine Cohors quingenaria peditata, eine reine Infanterie-Kohorte, handelt. Die Sollstärke der Einheit lag bei 480 Mann, bestehend aus 6 Centurien mit jeweils 80 Mann.

## Geschichte
Die Kohorte wurde vermutlich entweder unter Septimius Severus (193–211) oder Severus Alexander (222–235) aufgestellt. Der einzige Nachweis der Einheit beruht auf einem Papyrus, der in Dura Europos in der Provinz Mesopotamia gefunden wurde und der auf 232 n. Chr. datiert ist.

## Standorte
Standorte der Kohorte in Mesopotamia waren möglicherweise:
- Qatna: aus dem Papyrus geht hervor, dass die Einheit in Qatna (am Chabur) ihr Winterlager hatte.[2]

## Angehörige der Kohorte
Der Papyrus stellt einen Ehevertrag zwischen einem Soldaten der Einheit namens Aurelius Alexander und einer Aurelia Marcellina dar, die die Witwe eines anderen Soldaten war.